# Amga (città)
Amga (in lingua russa Aмга, in lingua sacha Aмма - traslitterato Amma -) è una città situata nella Sacha-Jakuzia, nell'estremo oriente della Russia, a circa 200 chilometri a sud est della capitale del territorio, Jakutsk. Amga è situata sulle sponde dell'omonimo fiume. Nel 1989 contava 5.100 abitanti, saliti nel 2001 a 6.582 e ridiscesi nel 2002 a 6.359. Amministrativamente, la città è oggi un insediamento di tipo urbano.
| Controllo di autorità | VIAF (EN) 4924154592516043370004 · GND (DE) 4583726-0 · J9U (EN, HE) 987007550257605171 |